# Алупи
Алупи (каннада ಆಲೂಪರು) — васальна династія, що правила прибережними районами Карнатаки від середини V до початку XV століття. Від 200 року до н. е. до 450 року н. е. Алупи були суверенними правителями регіону Алвакхеда. Із посиленням могутності Кадамбів у Банавасі, Алупи стали їхніми васалами. Після зміни політичної обстановки Алупи ставали васалами Чалук'їв, Хойсалів і згодом — Віджаянагарської імперії. Їхній вплив у прибережних регіонах Карнатаки тривав понад 1000 років.